# 真・悪魔の棲む家
『真・悪魔の棲む家』（原題：Amityville: A New Generation）は、1993年のアメリカ合衆国のホラー映画、『悪魔の棲む家』シリーズの6作目。若手芸術家が悪魔の宿る鏡を手に入れたことで新たな惨劇を招く。

## あらすじ
若手アーティストのキースは、ホームレスの老人から鏡を譲られて以来、奇妙な夢に悩まされていた。それは見知らぬ家族が食卓で食事をしている場面。食卓に近づくと彼らは脅えたように振り替える。夢はそこで終わりだった。同じアパートに住むアーティスト仲間のスーキーは、鏡に興味を持ち、自宅に置いてみた。すると、スーキーの恋人は鏡の奇怪な現象にとらわれ怪死をしてしまう。スーキー自身も鏡に宿る何者かによって操られ自殺を図る。何かが鏡に潜んでいると感じたキースは、老人の死をきっかけに、老人と自分の過去における関係を探り出す、結果、老人はキースの父親フランクリン・ブロナーであった。悪霊と交信することが出来たブロナーは過去にオーシャン・アベニュー112番地で一家を惨殺し、精神病院に入院していたことがあった。悪夢はその惨劇の断片。鏡は一家惨殺事件の現場にあった物だった。父親から悪霊と交信できる能力を遺伝的に受け継いでると知ったキースは、自分もいつしか悪霊の虜になり惨劇を繰り返すのではないかと脅えていた。展示会の日、キースは鏡に憑依した父親の悪霊に操られ友人を狙撃しようとする。

## キャスト
- キース・テリー - ロス・パートリッジ
- スーキー - ジュリア・ニクソン
- ラニー - ララ・スロートマン
- ディック・カートラー - デヴィッド・ノートン
- ジャネット・カートラー - バーバラ・ハワード
- フランクリン・ブロナー - ジャック・オーレンド
- パウリィ - リチャード・ラウンドトゥリー
- クラーク刑事 - テリー・オクィン
- レイ - ロバート・ラスラー
- ナース・ターナー - リン・シェイ
- カフェオーナー - カール・ジョンソン
- キム - ラルフ・アン
- モーグ・アテンダント - トム・ライト

## スタッフ
- 製作：クリストファー・デファリア
- 監督：ジョン・マーロウスキー
- 脚本：アントニオ・トロ
- 撮影：ウォーリー・フィスター
- 音楽：ダニエル・リチット
- 上映時間：91分